# Hallvard håreksblese
Hallvard håreksblese (Hallvarðr háreksblesi) var en isländsk furstelovskald verksam vid Knut den stores hov efter dennes erövring av Norge år 1028. Om hans levnad och härstamning är i övrigt ingenting känt.

## Verk
Av Hallvards diktning har endast två fullstrofer på drottkvätt bevarats; dessa finns i Knytlingasagan och i Heimskringla. Därutöver har ytterligare fem helmingar och en fjórðungr överlevt i Skáldskaparmál. Finnur Jónsson ansåg att samtliga dessa fragment var rester av en nu förlorad lovsång till Knut den store, en Knútsdrápa, med omkvädet ”Knut värjer sitt land som Gud värjer sin Himmel”.
Att jämföra den världslige härskarens roll med Guds tycks ha kommit på ropet vid denna tid. Torarin lovtunga har ett likartat stef (omkväde) i den hyllning till kung Knut som kommit att kallas Huvudlösen (Hǫfuðlausn) eftersom skalden med denna drapa lyckades undgå en dödsdom som han fått efter att oavsiktligt ha förolämpat kungen. Samma tema går senare igen i Torarins Tǫgdrápa, liksom i Sighvat Tordssons Knútsdrápa. Men även andra furstar kunde få liknande hedersbetygelser; så till exempel kung Ethelred II av England i Gunnlaug ormstungas Áðalráðsdrápa.
Vad som framför allt särskiljer Hallvard från Knuts övriga hovpoeter är att han, trots det kristna omkvädet, använder ett ohämmat hedniskt bildspråk innefattande både valkyrior, jättar, midgårdsormen och världsträdet. Till och med asagudarnas namn överflyttas i några kenningar på den danske erövrarkungen.
Innehållet i vad som i dag återstår av Hallvards Knútsdrápa rör härtåget till England år 1016, Knuts stora makt och krigslycka samt det faktum att han bemäktigat sig den engelska kungatronen.

## Omdöme
På grundval av det lilla som bevarats menade sig Finnur Jónsson kunna beskriva Hallvard som en visserligen skicklig men inte särskilt originell skald. Han lade dock märke till en så kallad nýgjörving (ny kenning) i det att Hallvard omnämner ”krigarens bröst” i kristna termer. Han kallar nämligen ”brynjan” för ”bönens skepps (=bröstets) skal”.
Roberta Frank, som skrivit en specialstudie om Knut den stores hovskalder, var dock mera positiv i sin bedömning av Hallvard som diktare, eftersom hon såg originalitet i skaldens säregna blandning av kristet och hedniskt bildspråk, vilket fick henne att associera till Gosforthkorsets bildvärld.